# Quadrant Mountain
Der Quadrant Mountain ist ein Berg im nordwestlichen Teil des Yellowstone-Nationalparks im US-Bundesstaat Wyoming. Sein Gipfel hat eine Höhe von 3113 m und ist Teil der Gallatin Range in den Rocky Mountains. Der höhere Bannock Peak liegt wenige Kilometer südwestlich.

## Belege
1. ↑  Quadrant Mountain - Peakbagger.com. Abgerufen am 24. Dezember 2020.
2. ↑  GNIS Detail - Quadrant Mountain. Abgerufen am 24. Dezember 2020.